# Elephunk
Elephunk è il terzo album in studio del gruppo musicale statunitense The Black Eyed Peas, pubblicato il 24 giugno 2003 dalla A&M.

## Descrizione
Si tratta del primo disco insieme alla cantante Fergie, nonché il primo a presentare il nuovo nome The Black Eyed Peas. Da esso sono stati estratti i singoli Where Is the Love?, Shut Up, Hey Mama e Let's Get It Started, diventate popolari grazie alle pubblicità; Let's Get Retarded è stata rifatta e cambiata di nome in Let's Get It Started per gli annunci pubblicitari dei play-off NBA 2004 e The Boogie That Be è stata utilizzata in molti spot pubblicitari dell'iPod HD. Questo album in Italia è arrivato alla posizione numero 6.

## Tracce
1. Hands Up – 3:35 (William Adams, Allan Pineda, Jaime Gomez, George Pajon Jr., Michael Fratantuno, Jean Baptiste, Billy May)
2. Labor Day (It's a Holiday) – 3:58 (William Adams, Allan Pineda, Thomas van Musser, James Brown, Phelps Catfish Collins, Williams Earl Collins, John Griggs, Clayton Gunnells, Darrel Jamiso, Robert McCullough, Clyde Stubblefield, Frank Clifford Waddy)
3. Let's Get Retarded – 3:35 (William Adams, Allan Pineda, Jaime Gomez, Terence Yoshiaki, Michael Fratantuno, George Pajon Jr.)
4. Hey Mama – 3:34 (William Adams, Anthony Henry)
5. Shut Up – 4:56 (William Adams, Jaime Gomez, George Pajon Jr., J. Curtis)
6. Smells Like Funk – 5:04 (William Adams, Allan Pineda, Michael Fratantuno, George Pajon Jr.)
7. Latin Girls – 6:17 (William Adams, Allan Pineda, Jaime Gomez, George Pajon Jr., J. Curtis, Debi Nova)
8. Sexy – 4:43 (William Adams, Antonio Carlos Jobim, Vinicius de Moraes)
9. Fly Away – 3:35 (Stacy Ferguson, William Adams, Ray Brady)
10. The Boogie That Be – 5:12 (William Adams, John Stephens, Thomas van Musser)
11. The Apl Song – 2:54 (William Adams, Allan Pineda)
12. Anxiety (feat. Papa Roach) – 3:38 (William Adams, Allan Pineda, Papa Roach)
13. Where Is the Love? (feat. Justin Timberlake) – 8:33 (William Adams, Allan Pineda, Jaime Gomez, George Pajon Jr., J. Curtis, Justin Timberlake, Printz Board) – contiene la traccia nascosta Third Eye

Bonus track della re-release del 2004
1. Let's Get It Started – 3:37 (William Adams, Allan Pineda, Jaime Gomez, Terence Yoshiaki, Michael Fratantuno, George Pajon Jr.)

Bonus tracks per il Regno Unito
1. Third Eye – 3:44 (William Adams)
2. Rock My Shit – 3:52 (William Adams, Printz Board, Jamie Munson)
3. What's Goin' Down – 2:41 (William Adams)

Bonus tracks per la Francia
1. Hands Up (Live from the House Of Blues, Chicago) – 5:07 (William Adams, Allan Pineda, Jaime Gomez, George Pajon Jr., Michael Fratantuno, Jean Baptiste, Billy May)
2. Fly Away (Live from the House Of Blues, Chicago) – 3:09 (Stacy Ferguson, William Adams, Ray Brady)

AVCD Bonus dell'edizione asiatica
1. Where Is the Love? (video)
2. Shut Up (video)
3. Where Is the Love? (instrumental)
4. Shut Up (instrumental)
5. Sumthin for That Ass (non-LP version)
6. Tell Your Mama Come (live)

## Formazione

### Gruppo
- will.i.am - voce, tastiere, batteria, pianoforte, sintetizzatore, wurlitzer
- apl.de.ap - voce
- Taboo - voce
- Fergie - voce

### Altri musicisti
- Amon Tabin - basso, chitarra
- Mike Fratantuno - basso, chitarra
- Dave Buckner - batteria
- Terence Yoshiaki - batteria
- Ray Brady - chitarra
- Jaime Curtis - chitarra
- George Pajon - chitarra
- Ron Fair - pianoforte
- Sergio Mendes - pianoforte
- Printz Board - tastiere, tromba
- Davey Chegwidden - congas, shaker
- Chuck Prada - percussioni
- Terry Dexter - cori
- Dante Santiago - cori
- Noelle Scaggs - cori